# Sosticus californicus
Sosticus californicus är en spindelart som beskrevs av Norman I. Platnick och Mohammad U. Shadab 1976. Sosticus californicus ingår i släktet Sosticus och familjen plattbuksspindlar. Inga underarter finns listade i Catalogue of Life.